# Euleptorhamphus velox
Euleptorhamphus velox är en fiskart som beskrevs av Poey, 1868. Euleptorhamphus velox ingår i släktet Euleptorhamphus och familjen Hemiramphidae. Inga underarter finns listade i Catalogue of Life.